# Nikītas Alimprantīs
Nikītas Alimprantīs (in greco Νικήτας Αλιμπράντης?; Paro, 26 ottobre 1935 – gennaio 2023) è stato un cestista greco.

## Carriera
Con la Grecia ha disputato i Campionati europei del 1961.